# Thomas de Clare, señor de Thomond
Thomas de Clare, I señor de Thomond y I señor de Inchiquin y Youghal fue un noble y militar normando. Fue el segundo hijo de Richard de Clare, VI conde de Gloucester y su esposa Maud de Lacy.  El 26 de enero de 1276 fue nombrado señor de Thomond por Eduardo I de Inglaterra; tardó ocho años en conquistar este territorio a los O'Brien, antiguos reyes de Thomond.

## Primeros años
Thomas nació en 1245, en Tonbridge, Kent, Inglaterra, siendo segundo hijo de Richard de Clare y Maud de Lacy.  Él y su hermano Bogo recibieron regalos del rey Enrique III cuando estudiaban en Oxford en 1257-59. Thomas fue un amigo cercano y consejero del príncipe Eduardo Plantagenet, quien en 1272 accede al trono como el rey Eduardo I. Juntos partieron a la Novena Cruzada. Él mantuvo puestos importantes como gobernador del castillo de Colchester (1266) y la ciudad de Londres (1273). Fue comandante en Munster, Irlanda, y se le concedió el título de señor de Inchiquin y Youghal. El 26 de enero de 1276, el rey Eduardo le concedió el señorío de Thomond.
Ese mismo año, comandó al ejército normando junto a sir Geoffrey de Geneville, justiciar de Irlanda, contra los clanes del condado de Wicklow. A él se unieron hombres de Connacht, liderados por su suegro, Maurice FitzGerald, III Lord de Offaly. Thomas y las fuerzas de Geneville atacaron a los irlandeses de Glenmalure, pero sufrieron una importante derrota con numerosas pérdidas.

## Guerra civil en Thomond
Comenzó una guerra civil en Thomond entre miembros de la dinastía O'Brien. En 1276, Brian Ruad, el rey desposeído, pidió ayuda a Thomas para que le ayudase a derrotar al usurpador, su sobrino nieto, Toirrdelbach MacTaidg O'Brien. A cambio, Brian Rua prometió a Thomas que podría colonizar todas las tierras entre Athsollus en Quin y Limerick. Thomas y Brian Ruad expulsaron a Toirrdelbach MacTaidg O'Brieny y recapturaron Clonroad. O'Brien escapó Galway donde obtuvo ayuda de su primo William de Burgh, y en 1277, con ayuda de los clanes, MacNamara y O'Dea derrotaron las fuerzas de Thomas y Brian Ruad. Este último huyó al castillo de Bunratty, pero Thomas capturó a su antiguo aliado y lo ejecutó por traición. La guerra civil continuó otros siete años, con Thomas en el bando de Donnchad, hijo Brian Ruad; en cualquier caso, después de que Donnchad muriese ahogado en 1284, Toirrdelbach se alzó como ganador. Hasta su muerte en 1306, Toirrdelbach MacTaidg O'Brien gobernó como rey indiscutido de Thomond y Thomas no tuvo más opción que acomodarse a la situación. O'Brien parte de la mansión de Bunratty por £ 121 per annum. En 1280, Thomas se embarcó en el proyecto constructivo de un castillo en Qui, pero fue detenido por los O'Brien y MacNamara. Thomas también reconstruyó en piedra el castillo de Bunratty, reemplazando el edificio de madera anterior.

## Matrimonio y descendencia
En febrero de 1275,  se casó con Juliana FitzGerald, la hija de doce años de Maurice FitzGerald, III Lord de Offaly y Maud de Prendergast. Durante el matrimonio, Thomas y Juliana vivieron en Irlanda e Inglaterra. Durante el matrimonio, la pareja vivió en Irlanda e Inglaterra. Se registra que el 5 de mayor de 1284, el rey Eduardo notificó a sus alguaciles y señores en Irlanda que actuasen en nombre de Thomas y Juliana, ya que estaban en Inglaterra. Esta situación se mantuvo durante tres años, excepto durante su estancia de Irlanda.
El matrimonio tuvo cuatro hijos:
- Maud de Clare (c. 1276-1326/27), casada el 3 de noviembre de 1295 con Robert de Clifford, I Barón de Clifford, con quien tuvo descendencia; y más tarde, casada en 1314 con Robert de Welle.
- Gilbert de Clare, señor de Thomond (3 de febrero de 1281-1308).
- Richard de Clare, mayordomo del Bosque de Essex, I señor de Clare, señor de Thomond (después de 1281-10 de mayo de 1318 en la Batalla de Dysert O'Dea), casado con una mujer de nombre Joan, madre de su hijo Thomas.
- Margaret de Clare (c. 1 de abril de 1287-22 de octubre de 1333), casada en 1303 con Gilbert de Umfraville; y casada por segunda vez antes del 30 de junio de 1308 con Bartholomew de Badlesmere, I señor de Badlesmere, con quien tuvo cuatro hijas y un hijo.

## Muerte
Cuando en 1302 se recolectó evidencia para descubrir la edad de su hijo Gilbert, se estableció que Thomas murió el 29 de agosto de 1287. Una compilación de mitad del siglo XVIII, Anales dublineses de Inisfallen, establece que Thomas murió en batalla contra Turlough, hijo de Teige, y otros. En cualquier caso, nadie en el condado registra que Thomas sufriera una muerte violeta. Algunos testigos de 1302 reafirmaron esta fecha de muerte, pero guardaron silencio sobre sus circunstancias. Esta y otras evidencias han sido analizadas por Goddard Henry Orpen del Trinity College (Dublín). Thomas fue sucedido como señor de Thomond por su primogénito, Gilbert, de seis años en ese momento. Su viuda, Juliana, de veinticuatro años, contraería otros dos matrimonios.